# Радослав Аџић
Радослав Аџић (Матешево, 18. фебруар 1942) црногорски је електрохемичар и академик, дописни члан састава Српске академије науке и уметности од 27. октобра 1994.

## Биографија
Завршио је основне студије на Технолошко-металуршком факултету Универзитета у Београду 1965. године, магистарске студије и докторат 1974. Радио је као директор Института за хемијска, технолошка и металуршка истраживања од 1984. и као редовни професор Универзитета у Београду од 1991. Био је копредседник Секције за фундаменталну електрохемију Међународног друштва за електрохемију 1987—1989, дописни је члан састава Српске академије науке и уметности од 27. октобра 1994, био је члан Извршног одбора Секције за физичку електрохемију Електрохемијског друштва 2004—2008. и члан је Америчког хемијског друштва. Добитник је Октобарске награде 1968. и 1983. године, медаље Српског хемијског друштва поводом стогодишњице 1997, почасног чланства Српског хемијског друштва 1997, награде за науку и технологију Brookhaven National Laboratory 2005, чланства Електрохемијског друштва 2005, награде за енергетску технологију Електрохемијског друштва 2006, The SciAm 50 часописа Scientific American 2007, награде за истраживање и развој програма Одељења за енергетику водоник 2008. и проглашен је за проналазача године Battelle 2005. и 2011.